# Simon Sluga
Simon Sluga, né le 17 mars 1993 à Poreč, est un footballeur international croate, qui évolue au poste de gardien de but au NK Celje.

## Biographie

### Carrière en club
Avec l'équipe du HNK Rijeka, il participe à la phase de groupe de la Ligue Europa lors de la saison 2017-2018 (trois matchs joués).
Le 19 juillet 2019, il rejoint le club de Luton Town. Le montant du transfert s'élève à 1,5 million d'euros, ce qui constitue un record pour le club anglais.

### Carrière internationale
Avec les moins de 19 ans, il participe au championnat d'Europe des moins de 19 ans en 2012. Lors de cette compétition organisée en Estonie, il officie comme gardien titulaire et joue les trois matchs de son équipe, avec pour résultats une victoire, un nul et une défaite. 
Par la suite, avec les moins de 20 ans, il dispute la Coupe du monde des moins de 20 ans en 2013. Lors du mondial junior organisé en Turquie, il ne joue qu'un seul match, contre la Nouvelle-Zélande, où il officie comme capitaine. La Croatie s'incline en huitièmes de finale face au Chili.
Le 12 octobre 2018, il figure pour la première fois sur le banc des remplaçants de l'équipe nationale A, sans entrer en jeu, lors d'une rencontre face à l'Angleterre rentrant dans le cadre de la Ligue des nations de l'UEFA (0-0). Il reçoit finalement sa première sélection le 11 juin 2019, lors d'un match amical contre la Tunisie, où il joue l'intégralité de la rencontre (défaite 1-2).

## Palmarès
Il est vice-champion de Croatie en 2016, 2018 et 2019 avec le HNK Rijeka.
Il remporte la Coupe de Croatie en 2019 avec le HNK Rijeka.